# Bernsdorf (Zwickau)
Bernsdorf es un municipio situado en el distrito de Zwickau, en el estado federado de Sajonia (Alemania), a una altitud de 300 metros. Su población a finales de 2016 era de unos 2200 habitantes y su densidad poblacional, 150 hab/km².